# Bouvardia lottiae
Bouvardia lottiae är en måreväxtart som beskrevs av Attila L. Borhidi. Bouvardia lottiae ingår i släktet Bouvardia och familjen måreväxter. Inga underarter finns listade i Catalogue of Life.